# Tenuipalpus yousefi
Tenuipalpus yousefi är en spindeldjursart som beskrevs av Nassar och Ghai 1981. Tenuipalpus yousefi ingår i släktet Tenuipalpus och familjen Tenuipalpidae. Inga underarter finns listade i Catalogue of Life.